# Lushiko
La Lushiko (Luchiko ou Luxico en portugais) est une rivière du bassin du fleuve Congo, et un affluent de la Lwange coulant depuis la province de Lunda-Sud en Angola et entre les provinces du Bandundu et du Kasaï-Occidental en République démocratique du Congo. 

## Géographie
La Lushiko sépare les provinces du Bandundu et du Kasaï-Occidental, coulant du Sud vers le Nord.